# Euphorbia ampliphylla
Espèce
Classification phylogénétique
Euphorbia ampliphylla (aussi appelée Euphorbia winklerii  et Euphorbia obovalifolia) est une espèce de plantes à fleurs la famille des Euphorbiaceae (les euphorbes). C'est un arbre succulent de la forêt pluviale des forêts tropicales montagnardes que l'on retrouve en Afrique de l'Est.
Ses branches à trois ailes sont pachycauleuses. Il possède une sève blanche laiteuse comme la plupart des autres plantes de son espèce. La toxicité de nombreux euphorbes est populaire, mais aucune information spécifique n'est disponible concernant E. ampliphylla. Il est utilisé localement à des fins médicales. Ses deux plus grandes particularités sont, d'abord, qu'il agit de la plus haute de toutes les plantes succulentes connues (jusqu'a 30 mètres) et que c'est aussi le seul arbre succulent de la forêt tropical connu au monde. 
Tout comme la majorité des autres membres succulents du genre Euphorbia, le commerce autour de cette plante est règlementé. 